# 전주우림중학교
전주우림중학교는 대한민국 전북특별자치도 전주시 완산구 효자동2가에 있는 공립 중학교이다.

## 학교 연혁
- 2005년 6월 30일 : 학교 설립 인가(30학급)
- 2010년 5월 24일 : 준공식
- 2011년 3월 1일 : 제1대 최진봉 교장 부임
- 2024년 2월 1일 : 제11회 졸업식 8학급 228명(총 2.455명)
- 2024년 3월 4일 : 2024학년도 입학(8학급 226명)
- 2024년 9월 1일 : 제5대 서정배 교장 부임

## 참고 자료
- 전주우림중학교 - 한국교육학술정보원 학교알리미